# Stazione di Bentembashi
La stazione di Bentembashi (弁天橋駅?, Bentembashi-eki) è una fermata ferroviaria situata nel quartiere di Tsurumi-ku della città di Yokohama, nella prefettura di Kanagawa in Giappone che serve la linea Tsurumi della JR East.

## Linee
East Japan Railway Company
■ Linea Tsurumi

## Struttura
La stazione è realizzata in superficie con un marciapiede a isola e due binari passanti. Per accedere al fabbricato viaggiatori, è disponibile un passaggio a raso, chiuso da delle barriere che si attivano al passaggio dei treni.
| 1 | ■ Linea Tsurumi |  | per Asano, Hama-Kawasaki, Umishibaura e Ōkawa |
| 2 | ■ Linea Tsurumi |  | per Kokudō e Tsurumi                          |

## Stazioni adiacenti
| «             | Servizio      | »             |
| Linea Tsurumi | Linea Tsurumi | Linea Tsurumi |
| ------------- | ------------- | ------------- |
| Tsurumi-Ono   | Locale        | Asano         |